# Rodolfo Pini
Pour les articles homonymes, voir Pini.
Rodolfo Pini, né le 12 novembre 1926 et mort le 31 mai 2000, est un footballeur international uruguayen évoluant au poste de milieu de terrain.

## Biographie
Rodolfo Pini évolue au club uruguayen du Club Nacional de Football.
Il est sélectionné en équipe d'Uruguay de football où il joue sept matches et fait partie du groupe vainqueur de la Coupe du monde de football de 1950, sans toutefois avoir joué un match de la compétition.

## Palmarès
Avec l'équipe d'Uruguay de football
- Vainqueur de la Coupe du monde de football de 1950.